# Netflix
Netflix é um serviço online de streaming norte-americano lançado em 2010 e é disponível em mais de 190 países. É operado pela empresa de mídia over-the-top de mesmo nome, sendo sua sede localizada em Los Gatos, Califórnia. A empresa, fundada em 1997, oferecia no início um serviço de entrega de DVDs pelo correio, e quando houve a expansão do streaming nos Estados Unidos a partir de 2007, ela adaptou-se e passou a investir nessa área do meio digital. Sua primeira websérie original de sucesso foi House of Cards, lançada em 2013. Em março de 2023, a Netflix superou a marca de 232 milhões de assinantes global e atualmente é uma das empresas de serviço de streaming mais bem sucedidas do mundo.
Atualmente, a empresa produz centenas de horas de programação original em diferentes países do mundo, querendo aprimorar-se nas aplicações e em novas programações. Os planos foram apresentados no Mobile World Congress em Barcelona, Espanha. Em setembro de 2016 a empresa anunciou que planeja ter 50% do catálogo composto de produções originais.
A Netflix confirmou sua preferência por filmes e webséries exclusivas, contrapondo sucessos do cinema, que podem ser vistos em outras plataformas. Para se diferenciar, a empresa investe mais de 20 bilhões de dólares na produção ou aquisição de conteúdo original, segundo informa a Reuters. Em novembro de 2021, a Netflix passou a The Walt Disney Company e se tornou a empresa de entretenimento com maior valor de mercado do mundo (291 bilhões de dólares).
Pesquisa feita com 40 profissionais proeminentes de Hollywood, de executivos tarimbados a showrunners renomados, apontou a Netflix como o streaming mais fácil de usar do mercado, aquele com a melhor interface do usuário (UI).

## História

### Início
Em 29 de agosto de 1997, Marc Randolph e Reed Hastings fundaram a Netflix em Scotts Valley (Califórnia). Randolph havia trabalhado como diretor de marketing da empresa de Hastings, a Pure Atria, que foi vendida por Hastings para a Rational Software Corporation em 1997 por US$ 700 milhões de dólares, fazendo-o pensar em um novo meio de empreendedorismo. Randolph admirava a empresa de comércio eletrônico Amazon e queria encontrar uma grande categoria de itens portáteis para vender pela Internet usando um modelo semelhante.

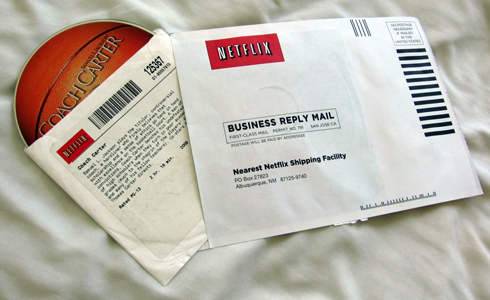
Envelope aberto com um DVD do filme Coach Carter distribuído pela Netflix.

Hastings e Randolph consideraram e rejeitaram a ideia de vender fitas VHS, pois eram muito caras para estocar e delicadas para despachar. Quando ouviram sobre os DVDs, introduzidos pela primeira vez nos Estados Unidos em 24 de março de 1997, eles testaram o conceito de venda/aluguel de DVDs pelo correio, enviando um CD para a casa de Hastings em Santa Cruz. Quando o disco chegou intacto, eles decidiram assumir as vendas de entrega em domicílio, iniciando em abril de 1998. Hastings investiu 2,5 milhões de dólares para iniciar a Netflix.
A Netflix foi lançada como a primeira loja de aluguel de DVD online do mundo, com apenas 30 funcionários e 925 títulos disponíveis - quase todo o catálogo de DVDs na época - usando o modelo de pagamento por aluguel, com taxas e prazos semelhantes a de seu concorrente físico, Blockbuster.

### Crescimento
Em setembro de 2002, o The New York Times relatou que, na época, a Netflix enviava pelo correio cerca de 190 mil discos por dia para seus 670 mil assinantes mensais. A contagem de assinantes da empresa aumentou de um milhão no quarto trimestre de 2002 para cerca de 5,6 milhões no final do terceiro trimestre de 2006 e para 14 milhões em março de 2010. O crescimento inicial da Netflix foi alimentado pela rápida disseminação de aparelhos reprodutores de DVD nas residências, que em 2004 este já era presente em quase dois terços dos lares dos Estados Unidos.
|                                                      |  |                                                     |
| Marc Randolph, cofundador e primeiro CEO da Netflix. |  | Reed Hastings, cofundador e segundo CEO da empresa. |

Em 2010, a empresa começou a oferecer um serviço de streaming independente separado do aluguel de DVD. Junto com a estreia do serviços no primeiro país saindo dos Estados Unidos, indo para o Canadá. Atualmente, o serviço está disponível online em mais de 190 países.
Em abril de 2011, o seu serviço de streaming contava com 23 milhões de assinantes nos Estados Unidos. Neste ano, o faturamento digital total da empresa chegou à marca de US$ 1,5 bilhão. Em janeiro de 2013, a Netflix comunicou ter adicionado dois milhões de assinantes norte-americanos durante o quarto trimestre de 2012, contabilizando um total de 27,1 milhões de consumidores nos Estados Unidos e 29,4 milhões de usuários totais do seu serviço de streaming. Além disso, o faturamento teve aumento de 8%, atingindo 945 milhões de dólares no mesmo período.
Por volta de março de 2013, a Netflix tinha 33 milhões de assinantes, um número que subiu a 36,3 milhões já no mês de abril seguinte. Em setembro de 2013, durante o terceiro relatório trimestral do ano, a empresa divulgou ter 40,4 milhões de assinantes do serviço de streaming (31,2 milhões nos Estados Unidos). A Netflix fechou o ano de 2013 com 44 milhões de assinantes. Um ano depois, em setembro de 2014, o serviço já estava disponível em mais de 40 países e 50 milhões de assinaturas, com intenções declaradas de iniciar operações em novos mercados.
Em outubro de 2015, 69,17 milhões de assinantes globais foram reportados, incluindo 43 milhões nos Estados Unidos. Em abril de 2016, a Netflix declarou ter 81,6 milhões de assinantes, sendo 47 milhões deles nos Estados Unidos. Encerrando 2016, a Netflix informou ter atingido a marca de 93,8 milhões de assinantes, o que representa um aumento de 7,05 milhões de assinantes apenas nos últimos três meses de 2016.

### Consolidação

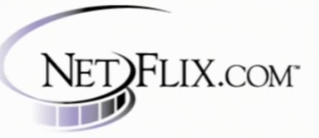
Logotipo usado entre 1997 e 2000

Logotipo usado entre 2000 e 2014

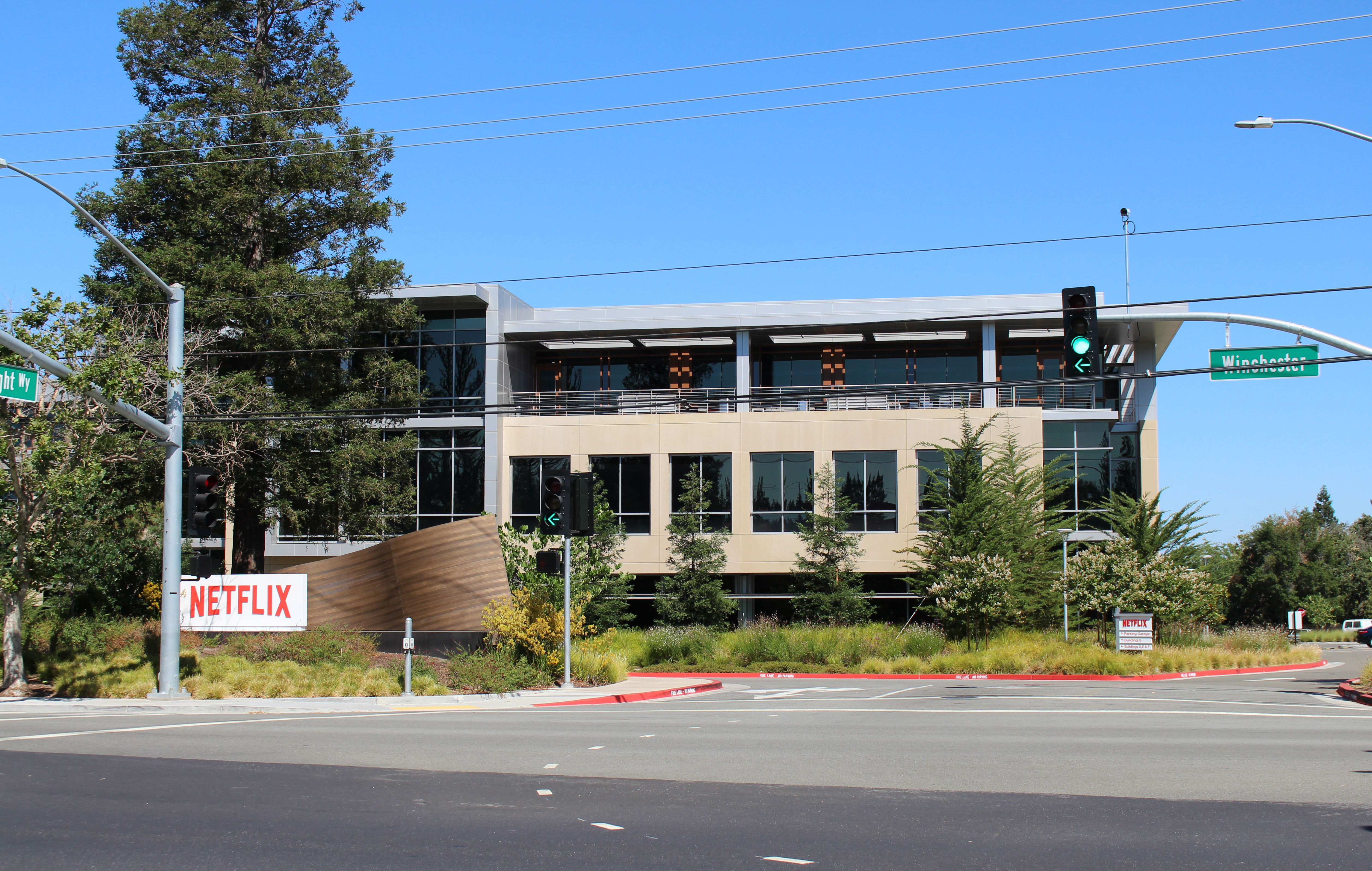
Sede atual da Netflix em Los Gatos (2022-presente)

Em 19 de julho de 2010, a Netflix anunciou que lançaria seu serviço de streaming para o Canadá, fazendo assim a primeira expansão no mercado internacional da empresa. Em 22 de setembro de 2010, a Netflix tornou-se disponível no Canadá por US$ 7,99 ao mês, mas com uma seleção bastante limitada. Em 5 de setembro de 2011, ela iniciava suas atividades no Brasil.

O atual logotipo da Netflix usado desde 2014

A Netflix foi lançada no Reino Unido e na Irlanda em 9 de janeiro de 2012 e nos Países Baixos em 11 de setembro de 2013. Em 15 de agosto de 2012, a empresa anunciou uma nova expansão, implementando seus serviços para a Noruega, Dinamarca, Suécia e Finlândia. O serviço foi lançado em 18 de outubro de 2012. Em agosto de 2013, ao apresentar o relatório trimestral da Netflix, o presidente da empresa, Reed Hastings, destacou o crescimento de assinantes no exterior. E disse que o foco agora é "como crescer internacionalmente, como melhorar o conteúdo", o que levou à decisão de dedicar "todo o lucro" da operação norte-americana aos outros países.
De acordo com a empresa, no terceiro trimestre de 2013, mais de 5 bilhões de horas de conteúdo foram assistidos no serviço, principalmente em televisores.
O serviço fechou o ano de 2013 com um pouco mais de 44 milhões de assinantes globalmente. No último trimestre, o faturamento foi de US$ 1,18 bilhão e o ganho por ação foi de US$ 0,79. No primeiro trimestre do ano, portanto antes do sucesso de suas duas principais webséries originais, House of Cards e Orange Is the New Black, o faturamento foi de US$ 945 milhões e o ganho por ação foi de US$ 0,13, o que mostra a importância do conteúdo original para a empresa.
Nos Estados Unidos, a Netflix conquistou 2,33 milhões de assinantes no trimestre, levando a uma base de 33,42 milhões de assinantes, e já é responsável por 30% do tráfego da Internet no país, segundo alguns estudos. Nos mercados internacionais, a empresa não abre os números por país, juntaram-se à base de 1,74 milhão de novos assinantes, totalizando 10,93 milhões.
Em junho de 2014, a Netflix revelou uma reformulação global da marca: um novo logotipo, que usa uma fonte moderna com o sombreamento removido, e uma nova interface de usuário do site. A mudança foi controversa; alguns gostaram do novo design minimalista, enquanto outros se sentiram mais confortáveis com a interface antiga.
A Netflix foi lançada em Portugal em 21 de outubro de 2015. Em 2016, foi lançada em Angola, Moçambique e Cabo Verde.
Com o crescimento da Netflix, diversos outros aplicativos são desenvolvidos para facilitar a experiência do usuário com a ferramenta de vídeos. Um dos principais é o Upflix, aplicação móvel disponível para usuário de 17 países, que informa novos filmes adicionados ao catálogo da Netflix. O aplicativo móvel está disponível para as plataformas iOS e Android.
Em janeiro de 2016, a Netflix superou a marca de 75 milhões de usuários ativos em escala global. No mesmo mês de janeiro, a Netflix passou a estar disponível em mais de 190 países, estando disponível em quase todo o mundo, com exceção da China, região da Crimeia, Coreia do Norte, e Síria.

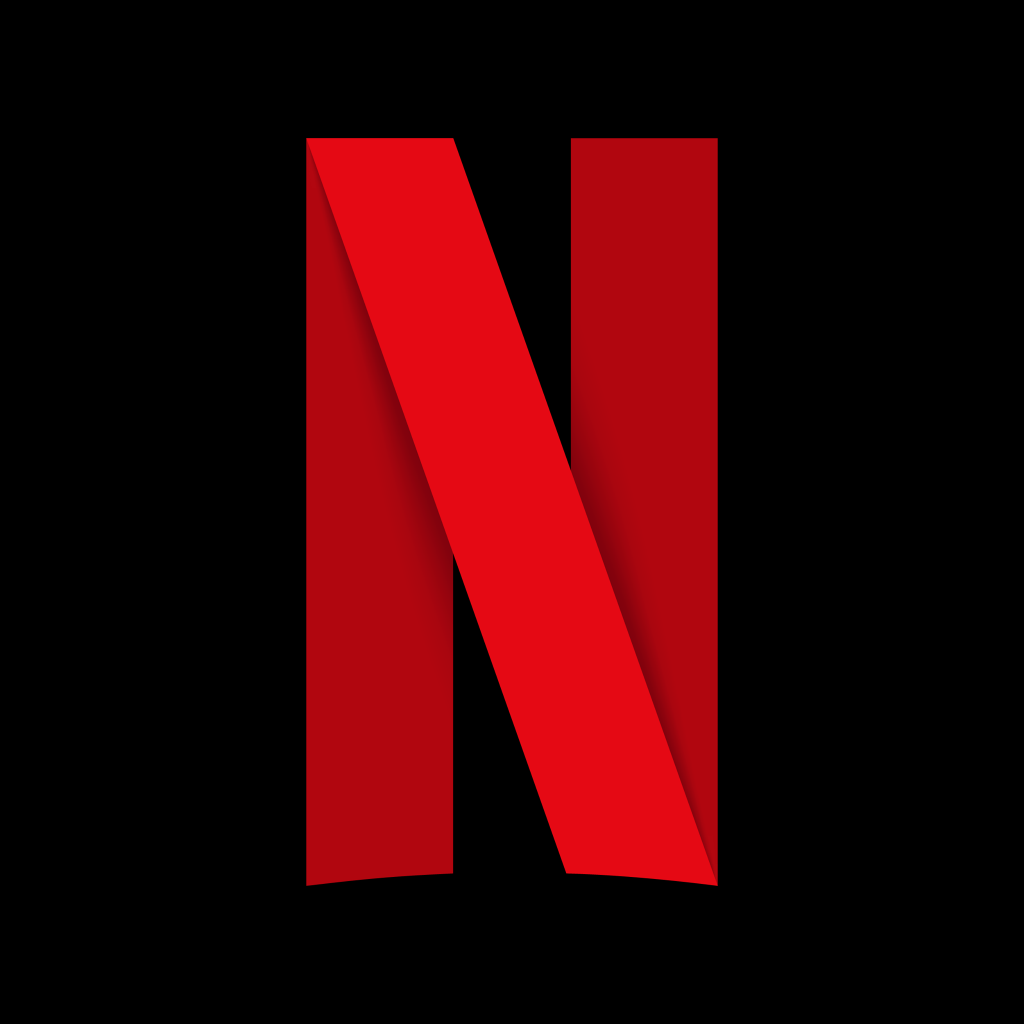
Ícone Netflix N usado desde 2015

Em 2020, foi anunciado o início dos testes com o novo recurso Direct, um canal linear com programação fixa composta com conteúdo da plataforma. O canal possui a mesma programação para todos os que sintonizam. O recurso foi lançado de forma experimental apenas na França para um número restrito de assinantes. O fim da primeira fase de testes ocorreu em dezembro de 2020, quando a empresa decidiu ampliar o recurso para os demais assinantes do país. Inicialmente, o canal foi disponibilizado apenas na versão web do Netflix não estendendo a funcionalidade para outros dispositivos.
Em 2021, foi lançado um novo plano de assinatura totalmente gratuito para dispositivos móveis, porém apenas no Quênia. O plano, apesar de ser gratuito, não inclui anúncios. A diferença é que o catálogo de filmes e séries é limitado. O plano também não possibilita a reprodução em telas maiores, contudo as outras funcionalidades como o controle parental e criação de perfis foram disponibilizados normalmente. O cadastro foi facilitado, sem precisar de muitas informações e opções de pagamento. O país foi selecionado porque a empresa observou que muitas pessoas no Quênia nunca haviam experimentado a plataforma de streaming.
Já em maio de 2022 foi anunciado o lançamento de um plano mais barato com propagandas. A empresa anunciou que vai lançar esse plano como forma de atrair e reter cada vez mais seus clientes a exemplo de outros serviços de streaming que já fazem o mesmo nos Estados Unidos. Os executivos pretendem lançar o plano econômico com propagandas no último trimestre de 2022.
Em janeiro de 2025, a Netflix informou ter alcançado a marca de 301 milhões de assinaturas em todo o mundo.

## Expansão Internacional

Disponibilidade da Netflix (março de 2022):
Disponível
Não disponível

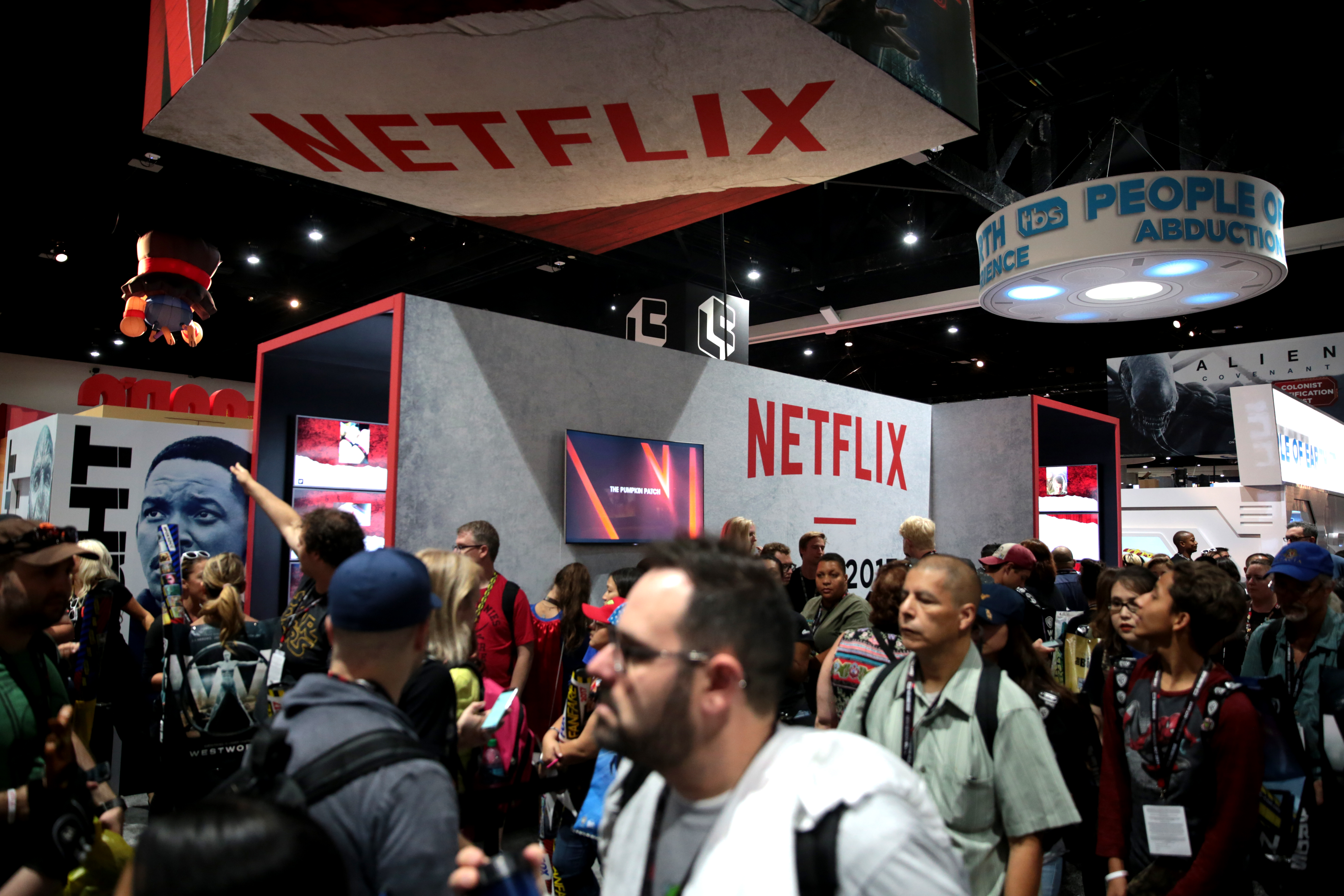
Cabines da Netflix na San Diego Comic-Con de 2017.

| 2007 | Netflix começa a transmitir por streaming nos Estados Unidos. |
| 2010 | A empresa fez sua primeira entrada em um mercado internacional em 22 de setembro de 2010 no Canadá. |
| 2011 | Netflix expande seu serviço de streaming para a América Latina. |
| 2012 | Netflix inicia sua expansão para a Europa em 2012, iniciando no Reino Unido e na Irlanda em 4 de janeiro. Em 18 de setembro a empresa expandiu para Dinamarca, Finlândia, Noruega e Suécia.                                                        |
| 2013 | A empresa decidiu reduzir a expansão para controlar os custos de assinatura. A empresa só expandiu para os Países Baixos. |
| 2014 | Netflix fica disponível na Alemanha, Áustria, Bélgica, França, Luxemburgo e Suíça. |
| 2015 | Netflix fica disponível na Austrália, Nova Zelândia, Japão, Itália, Portugal e Espanha. |
| 2016 | A Netflix anunciou no Consumer Electronics Show em janeiro de 2016 que ia se tornar disponível em todo o mundo, exceto na China, Síria, Coreia do Norte e na região da Crimeia.                                                                    |
| 2017 | Em abril de 2017, a Netflix confirmou que chegou a um acordo de licenciamento na China para o conteúdo original da Netflix com a IQiYi, uma plataforma de transmissão de vídeo chinesa, propriedade da Baidu.                                      |
| 2022 | Em meio as sanções promovidas contra a Rússia em razão da Invasão da Ucrânia, a Netflix anunciou que iria interromper as produções em território russo. Mais tarde, a empresa anunciou que estaria suspendendo totalmente seus serviços na Rússia. |

Até dezembro de 2017, a Netflix tem versões em 22 idiomas: alemão, árabe, búlgaro, chinês (simplificado e tradicional), coreano, dinamarquês, espanhol (europeu e padrão), finlandês, francês, grego, hebraico, inglês, italiano, japonês, neerlandês, norueguês, polonês, português (brasileiro e europeu), romeno, sueco, tailandês e turco.

### No Brasil
No Brasil, o lançamento da plataforma ocorreu em setembro de 2011. Segundo dados de 2020, é estimado que a Netflix tenha entre 10 e 15 milhões de assinantes. O JustWatch apontou que o Netflix foi o serviço de streaming que mais teve títulos adicionados ao catálogo em 2020. Em novembro de 2020, o Amazon Prime Video ultrapassou a Netflix em número de filmes no catálogo. Em 2015, a empresa contratou no Brasil seu primeiro tagger, profissional responsável por catalogar e classificar conteúdos para aprimorar as recomendações geradas pelo algoritmo da plataforma.

### Em Portugal
Em Portugal, o serviço passou a ser oferecido em 2015. Segundo um levantamento feito pelo portal SAPO 24 e o JustWatch, a Netflix foi o serviço de streaming mais assistido em Portugal no início da pandemia de COVID-19. Além disso, o serviço cresceu 171%, e o filme mais assistido no país passou a ser Contágio.

## Tecnologia

### Entrega de Conteúdo
A Netflix realiza interconexão direta gratuita com provedores de Internet (ISPs) e em pontos comuns de troca de tráfego na Internet. Em junho de 2012, foi anunciada uma rede de entrega de conteúdo personalizada, chamada Open Connect. Para provedores de grande porte com mais de 100.000 assinantes, a Netflix oferece gratuitamente equipamentos Netflix Open Connect que armazenam seu conteúdo dentro dos data centers ou redes dos ISPs, reduzindo custos de tráfego de Internet.
Em agosto de 2016, a Netflix fechou seu último data center físico, mas continuou a desenvolver sua tecnologia Open Connect. Um estudo de 2016 da Universidade de Londres identificou 233 locais individuais de Open Connect em seis continentes, com o maior volume de tráfego nos EUA, seguido pelo México.
Em julho de 2017, séries e filmes da Netflix representavam mais de um terço de todo o tráfego de download na Internet durante o horário nobre na América do Norte.

### API
Em 1º de outubro de 2008, a Netflix lançou uma interface de programação de aplicativos (API) pública. A API permitia acesso a dados de todos os títulos da Netflix e permitia que os usuários gerenciassem suas filas de filmes. O serviço era gratuito e permitia uso comercial. Em junho de 2012, a Netflix começou a restringir o acesso público à sua API.
Em novembro de 2014, a Netflix descontinuou sua API pública. Em vez disso, a empresa fez parcerias com desenvolvedores de oito serviços considerados mais valiosos, incluindo Instant Watcher, Fanhattan, Yidio e Nextguide.

### Recomendações e Miniaturas
A Netflix recomenda conteúdos com base nas interações dos usuários, como histórico de visualização e avaliações. Essas sugestões são organizadas por gêneros e formatos ou apresentam os conteúdos mais bem avaliados. Cada título é exibido com uma miniatura, que antes de 2015 era fixa para todos os usuários, mas passou a ser personalizada.
A plataforma usa algoritmos de aprendizado de máquina para analisar o comportamento do usuário e personalizar sugestões. O sistema considera preferências individuais, padrões de uso de dispositivos e tempo de exibição para adaptar recomendações ao longo do tempo. A Netflix também realiza testes A/B para otimizar a organização dos títulos e aumentar o engajamento dos usuários.

### Resolução 4K
Durante a Consumer Electronics Show (CES) 2014, em Las Vegas, foi anunciado que o conteúdo 4K, a chamada ultra-alta definição (UHD), faria a sua estreia na Netflix na segunda temporada da websérie House of Cards, lançada em fevereiro do mesmo ano. Todos os episódios foram filmados no formato digital com câmeras especiais, e a alta qualidade permite ver as cenas com maiores detalhes. A tecnologia tem resolução quatro vezes maior do que as televisões de alta definição. A Netflix também trabalha com resoluções menores em seus planos mais básicos, como: 480p, 720p e 1080p.
Além das produções transmitidas originalmente nesta resolução, a empresa também possui remasterizações a partir de filme, sendo as primeiras Breaking Bad e Orange Is the New Black.

## Conteúdos originais
A Netflix revolucionou a produção de séries de televisão e filmes fazendo o oposto do que fazem os estúdios tradicionais. A empresa não interfere no conteúdo das webséries. Se o roteiro for aprovado, vão direto para a etapa de produção, eliminando o tradicional processo de desenvolvimento, em que a série tem de se adaptar ao estúdio. As webséries são realmente originais. Também, enquanto os canais de televisão mantêm a audiência cativa lançando um episódio por semana e com pausa no meio das temporadas, a Netflix deixa todos os capítulos disponíveis de uma só vez. Os espectadores assistem quando e o quanto quiserem.[carece de fontes?]
Diferentemente dos grandes estúdios, que medem seu sucesso pela quantidade de pessoas que assistiram a cada episódio ou filme em determinado período, a empresa se recusa a divulgar seus dados sobre audiência.
Em março de 2011, a Netflix anunciou planos para iniciar a produção de conteúdo original para seu popular serviço de streaming, começando com o drama político de uma hora House of Cards, que estreou em fevereiro de 2013. A websérie foi produzida por David Fincher, com Kevin Spacey como protagonista. No final de 2011, a Netflix também lançou duas temporadas de oito episódios de Lilyhammer e a quarta temporada de Arrested Development. No início de 2013, a empresa anunciou Hemlock Grove.
Em novembro de 2013, a Netflix assinou um contrato com a Disney para produzir quatro séries originais de super-heróis da Marvel Comics. A Netflix conta com quatro webséries exclusivas, cada uma com treze episódios, centradas nos personagens: Demolidor, Jessica Jones, Luke Cage e Punho de Ferro, tidos como integrantes do segundo escalão do universo da editora. Os quatro heróis se unem na websérie Defensores, lançada em agosto de 2017.
Também em 2013, foi produzida a primeira websérie financiada pela Netflix no Brasil, A Toca, uma comédia em forma de falso documentário, escrita e produzida pelo humorista e youtuber Felipe Neto.
No dia 22 de agosto de 2014, estreou o sitcom norte-americano BoJack Horseman. Em 20 de março de 2015 lançou a websérie Bloodline, aproveitando o embalo de House of Cards. Em 21 de maio de 2015 lançou a websérie Between, que havia sido anunciada no fim de 2014. Em 5 de junho de 2015, a primeira temporada da websérie intitulada Sense8 foi lançada na Netflix. A websérie havia sido anunciada em 2013. Em 2015, foi anunciada a nova websérie de comédia e drama The Ranch (O Rancho no Brasil), estrelada por Elisha Cuthbert, Ashton Kutcher, Debra Winger e Sam Elliott.
Em 28 de agosto foi lançada uma websérie de José Padilha sobre Pablo Escobar chamada Narcos. O ator principal é Wagner Moura. O grupo também tem um grupo seleto de animes distribuídos no ocidente exclusivamente por ele, Knights of Sidonia, The Seven Deadly Sins e AJIN: Demi Human são alguns exemplos.[carece de fontes?]
Em abril de 2015, foi anunciada a primeira temporada de Stranger Things pela Netflix, estreando em 15 de julho de 2016.
Entre as webséries mais recentes é A Series of Unfortunate Events, que teve a sua estreia no dia 13 de janeiro de 2017 e baseada numa série de 13 livros escrito por Daniel Handler.
Em abril de 2016 foi divulgado que seria feito uma websérie sobre a Operação Lava Jato, com direção de José Padilha. De acordo com Padilha, esse projeto vai narrar a operação policial em si e mostrar detalhes sobre o que alega-se ser o maior esquema de corrupção visto no Brasil desde a redemocratização. A série estreou em 23 de março de 2018 com o nome de O Mecanismo.
Em 2018, a Netflix estreou a série The Alienist, integralmente americana, que busca retratar a cidade de Nova Iorque durante o ano de 1896, quando uma onda de assassinatos de meninos prostitutos começou a ocorrer. Outro destaque de 2018 foi a estreia da primeira temporada de Disenchantment, série animada escrita por Matt Groening, mesmo criador de Os Simpsons e Futurama.
De forma a apresentar os seus títulos originais em cinemas e festivais, desenvolveu em 2020 um novo tema de introdução juntamente com Hans Zimmer.
Mesmo em meio a uma crise financeira sem precedentes em 2022, a Netflix fechou o ano renovando mais séries do que cancelando, contrariando a má fama de ser um streaming que cancela muitas atrações.

## Assuntos Corporativos

### Sede e centros de produção

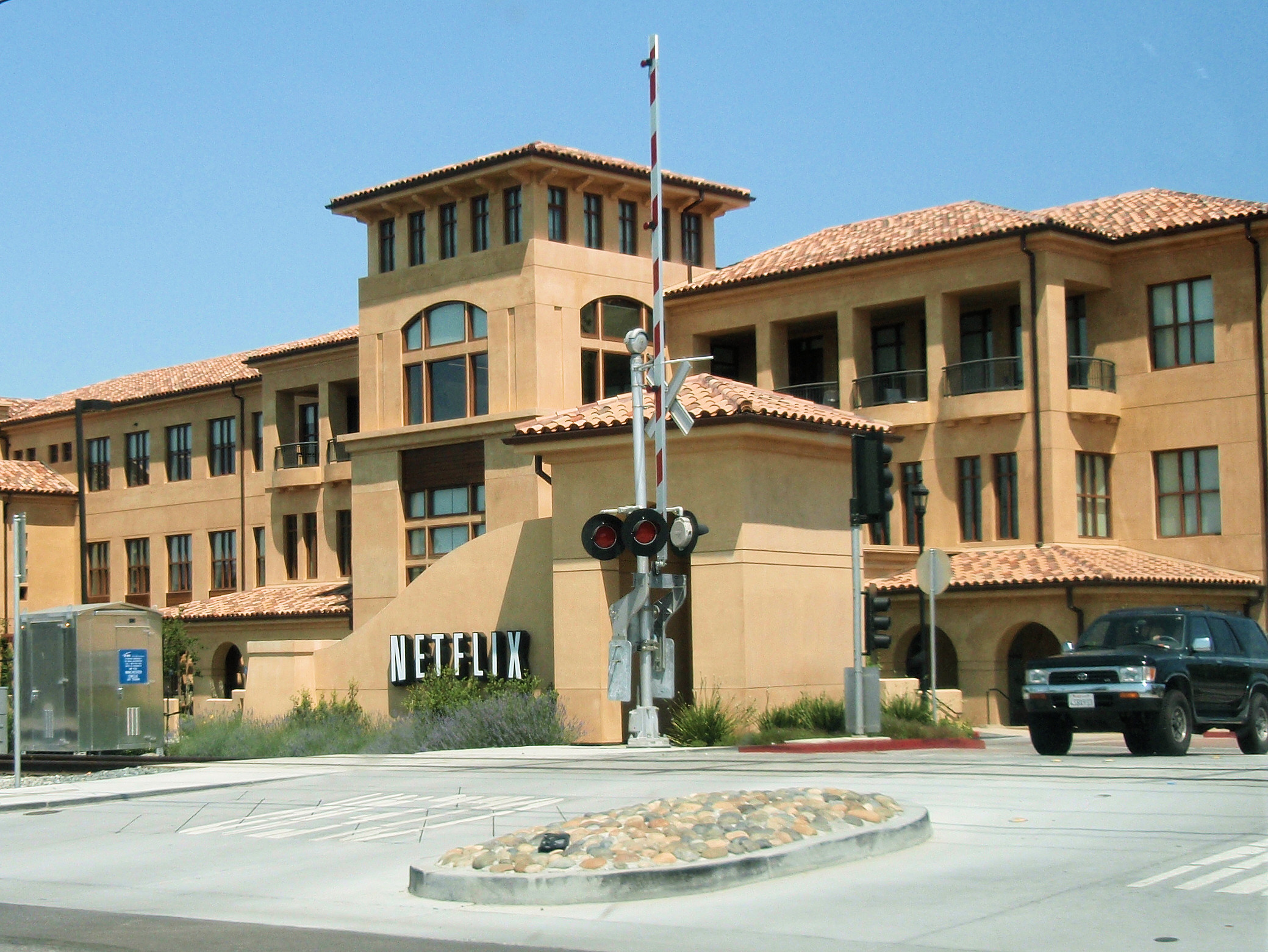
Localização da sede da Netflix de longa data em Los Gatos, Califórnia

A Netflix está sediada em Los Gatos, Califórnia. Possui escritórios internacionais na Ásia, Europa e América Latina. Em abril de 2021, a Netflix anunciou que estava abrindo sua primeira sede canadense em Toronto. A empresa também anunciou que abriria um escritório na Suécia, bem como em Roma e Istambul, para aumentar seu conteúdo original nessas regiões. Em junho de 2021, a Netflix anunciou sua primeira instalação de pós-produção de serviço completo em Mumbai, Índia. A instalação estará totalmente operacional em junho de 2022 e terá 40 suítes de edição offline. Mais tarde naquele mês, a Netflix anunciou que estava lançando uma loja online para mercadorias de marca. A empresa tem centros de produção em Los Angeles, Albuquerque Londres Madrid, Vancouver e Toronto.

### Cultura corporativa
A Netflix concede a todos os funcionários uma discrição extremamente ampla com relação às decisões de negócios, despesas e férias - mas em troca espera um desempenho consistentemente alto, conforme imposto pelo que é conhecido como o "teste do detentor". constantemente se perguntam se lutariam para manter um funcionário. Se a resposta for não, então é hora de dispensar esse funcionário. Um slide de uma apresentação interna sobre a cultura corporativa da Netflix resumiu o teste como: "Desempenho adequado recebe um pacote de indenização generoso." Tais pacotes variam de quatro meses de salário nos Estados Unidos a até seis meses nos Estados Unidos. Holanda.
Sobre a cultura que resulta da aplicação de um teste tão exigente, Hastings disse que "Você tem que ganhar seu emprego todos os anos na Netflix", e, "Não há dúvida de que é um lugar difícil ... Não há dúvida de que não é para a todos." Hastings fez uma analogia com o atletismo: os atletas profissionais não têm segurança no emprego a longo prazo porque uma lesão pode encerrar sua carreira em qualquer jogo específico, mas eles aprendem a deixar de lado o medo desse risco constante e se concentrar no trabalho com grandes colegas no momento atual.

### Impacto ambiental
Serviços de streaming e bases de dados no geral trazem uma demanda de energia cada vez maior. Isso leva a um consumo significativo de energia e, associado a isso, emissões significativas de gases de efeito estufa. A transmissão e visualização de serviços de vídeo sob demanda, como a Netflix, liberam cerca de 100 milhões de toneladas de dióxido de carbono a cada ano. Isso corresponde a cerca de 0,3% das emissões globais. O uso de tais serviços de vídeo libera, portanto, cerca de CO2 por ano equiparável à Bélgica. A Netflix tem uma participação substancial nisso. Diferentemente de outras grandes plataformas de streaming de vídeo, a Netflix não fornece relatórios regulares sobre o uso de energia, as emissões de gases de efeito estufa ou o mix de energia real de suas atividades globais. Até agora, a Netflix não se comprometeu publicamente a usar energia renovável.

## Impacto cultural
A ascensão da Netflix afetou a maneira como o público assiste ao conteúdo televisivo. O CEO da Netflix, Neil Hunt, aponta que a Internet permite aos usuários a liberdade de assistir aos programas em seu próprio ritmo, portanto, um episódio não precisa de obstáculos para provocar o público para que continue sintonizando semana após semana, porque eles podem simplesmente continuar no próximo episódio. A Netflix permitiu que os criadores de conteúdo se desviassem dos formatos tradicionais que forçam intervalos de tempo de 30 ou 60 minutos uma vez por semana, o que afirma dar a eles uma vantagem sobre as redes. O modelo deles fornece uma plataforma que permite tempos de execução variáveis por episódio com base em um enredo, elimina a necessidade de uma recapitulação semana a semana e não tem uma noção fixa do que constitui uma "temporada". Essa flexibilidade também permite que a Netflix nutra um programa até encontrar seu público, ao contrário das redes tradicionais, que cancelam rapidamente um programa se não for capaz de manter classificações constantes.
O modelo da Netflix também afetou as expectativas dos telespectadores. De acordo com uma pesquisa da Nielsen de 2013, mais de 60 por cento dos americanos disseram que assistem demais a programas, e quase 8 em cada 10 americanos usaram tecnologia para assistir seus programas favoritos em sua própria programação. A Netflix continuou a lançar seu conteúdo original, disponibilizando toda a temporada de uma vez, reconhecendo a mudança nos hábitos do telespectador. Isso permite que o público assista aos episódios no horário de sua escolha, em vez de ter que assistir a apenas um episódio por semana em um horário agendado específico; isso efetivamente dá a seus assinantes liberdade e controle sobre quando assistir os próximos episódios em seu próprio ritmo.

## Controvérsia
Em 7 de junho de 2023, o Procon de Santa Catarina, Brasil, anunciou que vai multar a Netflix em 500 reais para cada reclamação que receber sobre o compartilhamento de senhas, após a empresa não ter enviado mais esclarecimentos à diretoria da entidade reguladora. Do Procon de outro estado do Brasil, o Paraná, a coordenadora Claudia Silvano tinha declarado anteriormente que "o material publicitário da empresa, que inclusive está disponível no seu site, traz frases como 'assista onde quiser', o que induz o consumidor ao erro".
Em julho de 2024, o Procon de Minas Gerais multou a Netflix em 11 milhões de reais devido as reclamações sobre o compartilhamento de senhas, outro ponto que levou a multa foi a cláusula do contrato que permite que a empresa faça a divulgação ilimitada de dados do consumidor sem o consentimento dele, mesmo que o cliente peça o fim do compartilhamento dessas informações.

### Serviços
- Amazon Video
- Apple TV+
- Disney+
- Discovery+
- HBO Now
- Hulu
- Lionsgate+
- Max
- Paramount+
- Peacock
- Pluto TV
- Star+